# Gravitarmata amethystana
Gravitarmata amethystana är en fjärilsart som beskrevs av Henri de Peyerimhoff 1872. Gravitarmata amethystana ingår i släktet Gravitarmata och familjen vecklare. Inga underarter finns listade i Catalogue of Life.